# Jerwand Sukiasjan (Fußballspieler, 2005)
Jerwand Sukiasjan (armenisch Երվանդ Սուքիասյան; * 25. Februar 2005 in Jerewan) ist ein armenisch-ukrainischer Fußballspieler.

## Karriere

### Verein
Sukiasjan begann seine Karriere beim FC Banants Jerewan. Im März 2019 wechselte er nach Österreich in die Jugend des FC Wacker Innsbruck. Im Oktober 2020 spielte er erstmals für die dritte Mannschaft der Tiroler in der Bezirksliga. Im Oktober 2021 debütierte er dann für die Amateure der Innsbrucker in der Regionalliga Tirol. Bis zum Ende der Saison 2021/22 absolvierte er neun Partien, in denen er dreimal traf.
Zur Saison 2022/23 wechselte Sukiasjan zu den viertklassigen Amateuren des SKN St. Pölten. In seiner ersten Spielzeit beim SKN kam er zu 19 Einsätzen in der Landesliga. Im April 2024 debütierte er bei seinem Kaderdebüt für die Profis der St. Pöltner in der 2. Liga, als er am 22. Spieltag der Saison 2023/24 gegen den First Vienna FC in der 77. Minute für Kévin Monzialo eingewechselt wurde. Insgesamt kam er zu neun Zweitligaeinsätzen. Nach der Saison 2024/25 verließ er St. Pölten.

### Nationalmannschaft
Sukiasjan debütierte im Oktober 2023 für die armenische U-19-Auswahl.

## Persönliches
Sein gleichnamiger Vater (* 1967) war ebenfalls Fußballspieler.